# Annuaire

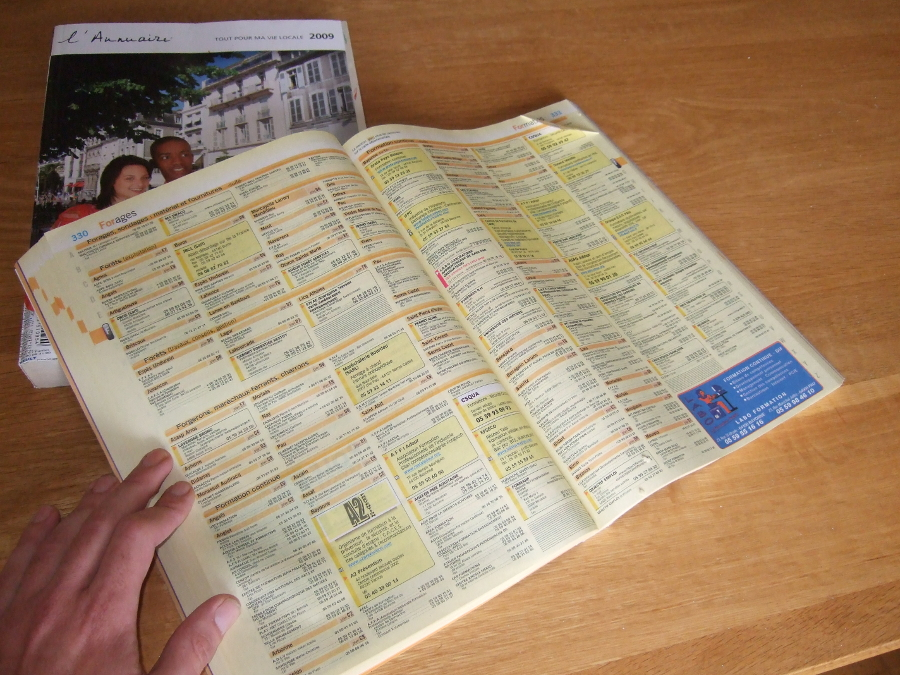
Annuaires: pages blanches et pages jaunes

Un annuaire est une liste, un répertoire mis à jour chaque année qui regroupe des informations (nom, adresse, coordonnées ...) sur les membres d’une association, d'une entreprise, d'un établissement d'enseignement, d'un organisme professionnel, d'une filière spécifique ou sur les abonnés à un service.

## De l'almanach auBottin
Les premiers annuaires sont les héritiers des almanach apparus en Europe à partir du Moyen Âge. L'Almanach royal édité à l'origine à l'initiative du libraire Laurent d'Houry, sous l'impulsion de Louis XIV, fait ainsi l'inventaire des hauts fonctionnaires de l'État et des professeurs des universités. Il devient progressivement un « véritable annuaire de l'administration française » et suivra l'évolution des administrations (sous différents titres) jusqu'à sa disparition en 1919.
En 1763 apparaît l’Almanach de Gotha, qui regroupe des informations sur les familles royales d'Europe, et qui sera sous-titré en 1944 Annuaire généalogique, diplomatique et statistique. Quelques années plus tard, Sébastien Bottin publie l'Almanach du commerce et de l'industrie, et donnera son nom à cette forme de publication, ainsi qu'à d'autres annuaires, comme le Bottin gourmand ou le Bottin mondain.
Les pages jaunes naissent en 1883, lorsque la Wyoming Telephone Company demande à un imprimeur-éditeur local de créer le premier annuaire. A court de papier blanc, celui-ci utilise un stock de papier jaune. L'annuaire se popularise sous le nom de yellow pages (« pages jaunes »). En 1886, Reuben Donnelley améliore le concept en définissant deux catégories : en blanc, les particuliers, classés par nom, ; en jaune, les professionnels répartis par domaines d'activité.

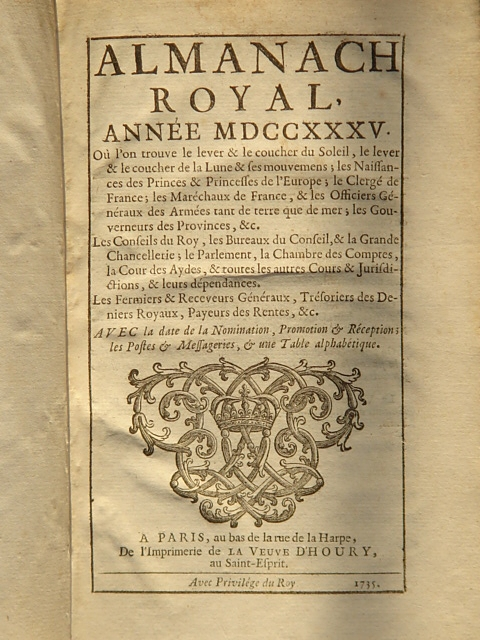
Almanach royal
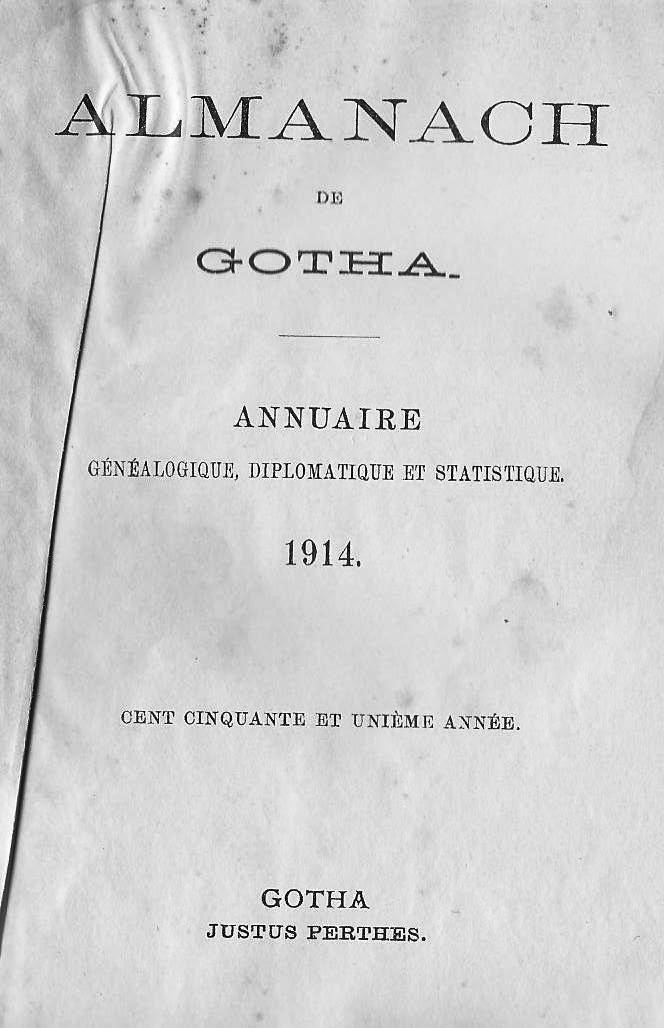
Almanach de Gotha
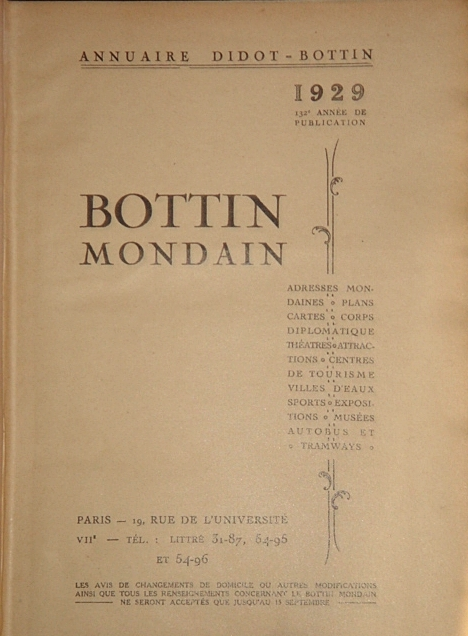
Bottin mondain
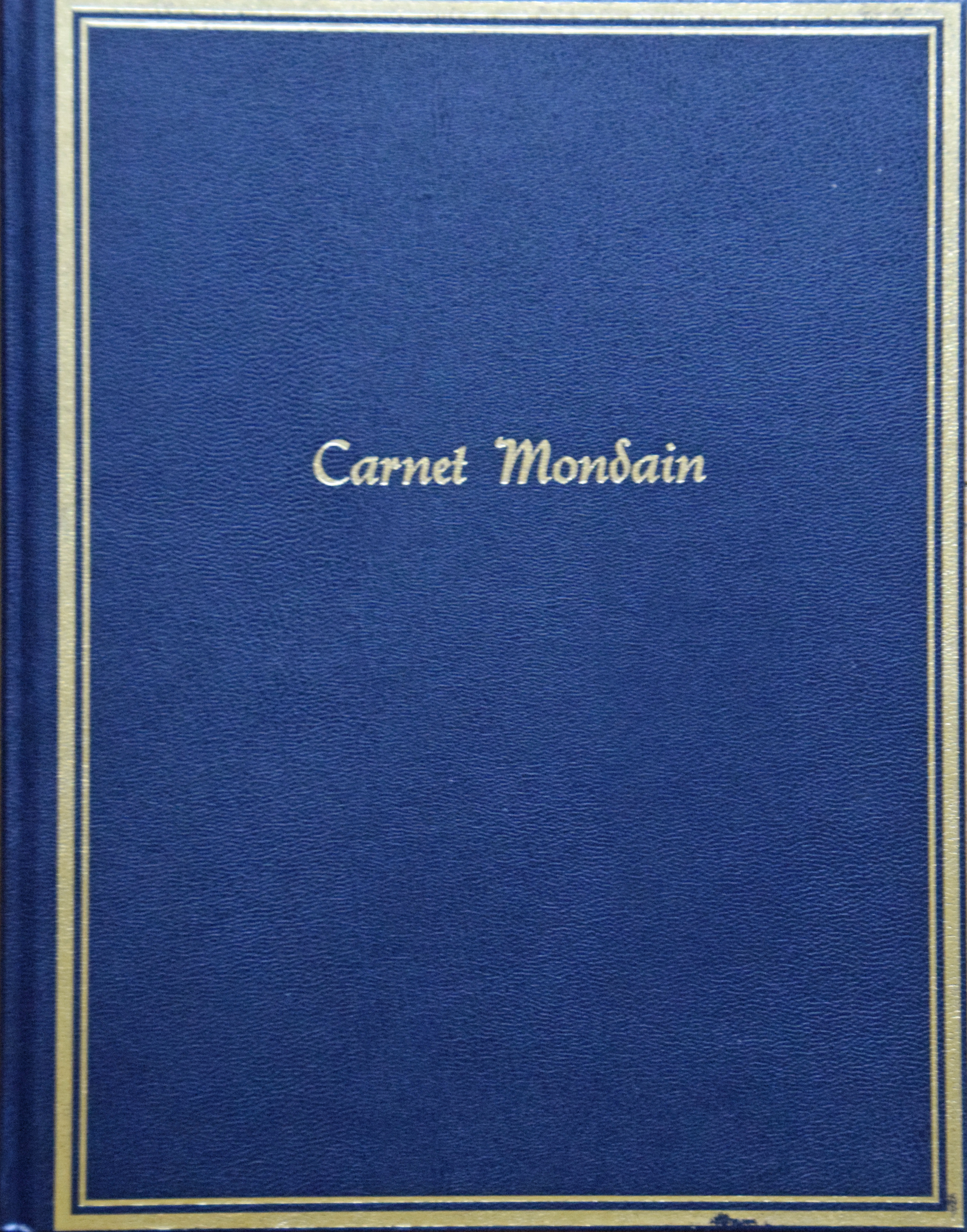
Carnet mondain

L'annuaire le plus connu est celui des abonnés du téléphone, ou annuaire téléphonique, qui sépare généralement les numéros des professionnels (Pages Jaunes) de ceux des particuliers (Pages Blanches), dont la fin en France a été annoncée par Solocal pour 2019 pour les Pages Blanches et pour 2020 pour les Pages Jaunes.
Différents établissements professionnels, administratifs ou universitaires peuvent publier des annuaires composés des coordonnées d'anciens élèves, de clients, d'entreprises, d'adhérents ou de participants à un programme.
Cependant ces trois termes ne sont pas à confondre! Un indice qui permet de les distinguer est que les bottins ne sont pas liés à une 'période' comme le sont les almanachs et les annuaires.

## Du bottin à l'annuaire électronique
Dans les années 1980, une des premières applications du Minitel en France et de systèmes analogues dans d'autres pays, basés sur la norme Vidéotex, a été la mise à disposition de l'usager des informations de l'annuaire téléphonique sous forme d'un « annuaire électronique », avec comme justification l'économie de papier utilisé pour l'impression des annuaires, et la saturation des services de renseignements téléphoniques.

## En informatique
Dans le monde de l'informatique, un annuaire est un système de stockage de données, dérivé des bases de données hiérarchisées, permettant en particulier de conserver les données pérennes, c'est-à-dire les données n'étant que peu mises à jour (historiquement, sur une base annuelle, d'où le nom), comme les coordonnées des personnes, des partenaires, des clients et des fournisseurs d'une entreprise, les adresses électroniques. La recherche peut se faire selon de multiples critères et les données peuvent être utilisées par des logiciels clients comme des applications serveurs (serveur de messagerie : Postfix, Sendmail, etc.). En outre, certaines versions de service d'annuaires savent gérer les droits sur les données mais aussi les services proposés sur les machines clientes par une identification grâce à un couple login / mot de passe. Aujourd'hui, ces données sont centralisées sur une ou plusieurs machines et les données sont transférées entre les machines via des protocoles réseaux.

### Sur Internet
Un annuaire est un site Web qui organise et classe d'autres sites selon leur thématique (informatique, automobile, bio, etc.) afin d'aider les internautes pour leurs recherches des sites sur le web.

### Caractéristiques
C'est un système qui organise des informations physiques ou numériques ; tout annuaire électronique comprend notamment :
- un index qui facilite la communication entre des entités
- une organisation hiérarchique optimisée pour un accès rapide à de nombreuses informations en petits volumes
- des entités et objets sous la forme de personnes, de communautés, de ressources ou d'équipements
- des accès aux bases de données mises à jour par les utilisateurs des applications informatiques.

### Principales normes
- X.500 désigne l'ensemble des normes informatiques sur les services d'annuaire définies par l'UIT-T. Mais seule la partie X509 concernant l'authentification est utilisée actuellement ; pour le reste, la plupart des services d'annuaire actuels utilisent une norme beaucoup moins lourde : LDAP.
- LDAP (pour Lightweight Directory Access Protocol) est un protocole permettant l'interrogation et la modification des services d'annuaire. Ce protocole repose sur TCP/IP. Un annuaire LDAP respecte généralement le modèle X500 : c'est une structure arborescente dont chacun des nœuds est constitué d'attributs associés à leurs valeurs.
- UDDI : cette norme créée en octobre 2000 est utilisée pour le commerce électronique.
- TULLEB : Titre Uniforme Labellisé Librement et Édité pour la Bibliothèque. Norme destinée aux annuaires publicitaires, apparue à la suite de nombreuses plaintes de particuliers (1997). Ces derniers devant ainsi respecter un certain pourcentage de texte destiné à d'autres sujets que le commercial.

## L'annuaire dans l'enseignement

### Yearbook ou Album de finissant (québécois)
Dans le domaine de l'enseignement, un annuaire — yearbook en anglais ou encore Album de finissants en français québécois — est un livre recensant les principaux événements de l'année passée d'une école ainsi que les photos et noms des élèves. La quasi-totalité des lycées (high-school) et universités (college) américains, canadiens et australiens publient un yearbook. Le terme peut aussi avoir un autre sens en anglais : une collection de faits ou statistiques publiée annuellement. En dehors du monde anglo-saxon, d'autres livres sont également publiés par les lycées, grandes écoles et universités : les « Abizeitung » en Allemagne sont publiés par les élèves passant leur Abitur (équivalent du baccalauréat), tandis qu'en France, le « trombi » ou « trombinoscope » est publié par les étudiants des universités et grandes écoles, sans toutefois intégrer une collection des faits marquants de l'année.